# Sulejman Demollari
Sulejman Demollari (Tirana, 1964. május 15. –) albán válogatott labdarúgó, jelenleg az FC Dinamo București játékosmegfigyelőjeként dolgozik.

## Góljai az albán válogatottban
| #  | Dátum             | Ellenfél | Eredmény | Kiírás       | Esemény |
| -- | ----------------- | -------- | -------- | ------------ | ------- |
| 1. | 1993. április 14. | Litvánia | 1 – 3    | Vb-selejtező | 86'     |

## Sikerei, díjai
KS Dinamo Tirana:
- Albán labdarúgó-bajnokság: 1985-86, 1989-90
- Albán szuperkupa: 1990

FC Dinamo București:
- Román labdarúgó-bajnokság: 1991-92